# Jonathan Coleman
Pas d'image ? Cliquez ici
Jonathan Coleman, né le 23 juin 1982 à Weston-super-Mare est un pilote automobile britannique. Il compte notamment une participation aux 24 Heures du Mans en 2016.

## Carrière
En 2014, il s'engage en European Le Mans Series dans la catégorie LMP2 avec le Pegasus Racing. La saison suivante, il n'y fait que quelques apparitions,.
En 2016, il participe aux 24 Heures du Mans. Avec Olivier Lombard et Vincent Capillaire, il se classe à la trente-deuxième place du classement général au volant de la Ligier JS P2 du SO24! by Lombard Racing,,,,,,. En parallèle, avec le même équipage, il participe à la saison d'European Le Mans Series,.